# Undu laht
Undu laht, auch Käärme laht, ist eine Bucht in der Landgemeinde Saaremaa im Kreis Saare auf der größten estnischen Insel Saaremaa. Sie wird von Undu poolsaar im Westen und Möhksa säär im Osten begrenzt. Sie liegt im Naturschutzgebiet Kahtla-Kübassaare hoiuala. In der Bucht liegt Rooglaid und viele weitere unbenannte Inseln.
Die Bucht ist 2,8 Kilometer breit und schneidet sich 830 Meter tief ins Land ein.